# 高楠順次郎

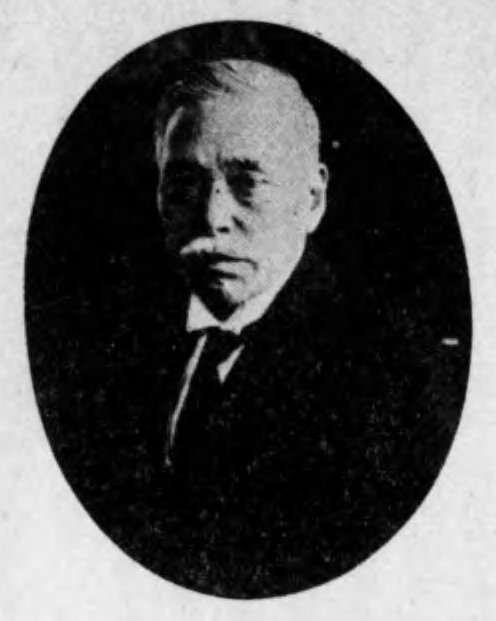
高楠順次郎

高楠順次郎（日语：／ Takakusu Junjiro，1866年6月29日—1945年6月28日），生於日本廣島縣御調郡八幡村字篝（現三原市），佛教學者與教育學者，為日本最早進行梵文研究佛教學者之一，將現代佛教研究引進日本。對於印度哲學與佛教在日本的發展有很大貢獻，其中最大的成就為刊印大正新修大藏經100卷，此版本大藏經為目前日本學術界應用較廣之大藏經。

## 生平
21歲進入京都西本願寺所創辦的普通學校（龍谷大學前身）就讀，期間與其他同學創辦「反省會」，1887年發行《反省會雜誌》推動禁酒並端正佛教徒紀律，此會是中央公論社之前身。1899年，《反省會雜誌》脫離宗教色彩，更名為《中央公論》轉型為綜合性雜誌。
東京帝國大學文學博士，早年曾留學英國、法國與德國，並於英國牛津大學研究印度哲學，是日本最早進行梵文研究的學者之一。
1898年任東京帝國大學講師，1900年擔任東京外國語學校（今 東京外國語大學）首任校長，參與1902年中央商業高校（今 中央學院大學）與1924年武藏野女子學院（現 武藏野大學）創立。
1912年，入選帝國學士院（日本學士院的前身）。
1944年，獲文化勳章。
1945年6月28日過世，享年78歲。

## 弟子
木村泰賢、宇井伯壽、長井真琴。